# Faliszek Sándor
Faliszek Sándor (Budapest, 1943. május 14. – Budapest, 2010. október 11.) labdarúgó, csatár, jobbszélső, edző.

## Pályafutása
Az MTK csapatában kezdte a labdarúgást, ahol Sándor Károly utódját látták benne. 1960-ban az ifjúsági UEFA-tornán aranyérmes csapat jobbszélsője volt. 1962-ben az Újpesti Dózsa színeben szereplő Halápi Istvánért cserélték el. Már újpesti játékosként vonult be sorkatonai szolgálatra az egri laktanyába, ahol az élsportolók teljesítettek katonai szolgálatot. 1965-ben itt játszott edző meccset az Egri Dózsával, amelynek vezető szerződtették. Tagja volt az első élvonalbeli egri csapatnak, ahol öt éven át 1970-ig játszott. Ezt követően három idényen át az NB III-as Egri Vasasban szerepelt.
Az egri főiskolán testnevelő tanári, majd szakedzői diplomát szerzett. 1997-ben komoly szemműtéten esett át, amely után még szemüveggel is nehezen látott.

## Sikerei, díjai
- Ifjúsági UEFA-torna
  - győztes: 1960
- Magyar bajnokság
  - 3.: 1960–61, 1962–63